# Републикански път III-137
Републикански път IIІ-137 е третокласен път, част от републиканската пътна мрежа на България, изцяло на територията на област Плевен. Дължината му е 33,4 км.
Пътят започва от 72,9-и км на Републикански път II-13 в центъра на град Кнежа и продължава на североизток през Западната Дунавска равнина, по левите брегове на реките Гостиля и Искър. Последователно преминава през селата: Гостиля, Ставерци и Брегаре и в село Крушовене се свързва с Републикански път II-11 при 165,8-и км.
| Пътища, отклоняващи се надясно (населено място, № на пътя, посока на пътя) | Км   | Пътища, отклоняващи се наляво (посока на пътя, № на пътя, населено място)               |
| -------------------------------------------------------------------------- | ---- | --------------------------------------------------------------------------------------- |
| Община Кнежа, II-13, 72,9 км гр. Кнежа ← .                                 | 0,0  | ← гр. Кнежа, 72,9 км, II-13, Община Кнежа → гр. Кнежа, 36,1 км III-306 (за гр. Оряхово) |
| Община Искър                                                               | 10,3 | Община Искър                                                                            |
| (за с. Долни Луковит) общински път ←                                       | 11,1 |                                                                                         |
| Община Долна Митрополия                                                    | 12,6 | Община Долна Митрополия                                                                 |
| с. Гостиля                                                                 | 15,6 | с. Гостиля                                                                              |
| (от гр. Искър) III-1307 13,4 км →                                          | 22,9 |                                                                                         |
| с. Ставерци                                                                | 21   | с. Ставерци                                                                             |
| с. Брегаре                                                                 | 25,7 | с. Брегаре                                                                              |
| (от гр. Плевен) III-3004 28,2 км →                                         | 27,5 |                                                                                         |
| II-11, 165,8 км с. Крушовене ←                                             | 33.4 | ← с. Крушовене, 165,8 км, II-11                                                         |